# 斯哈亨
斯哈亨（荷蘭語：Schagen）是荷兰北荷兰省的一个城市和市镇，面积19.35平方公里，人口19,078人（2006年）。